# Foulard

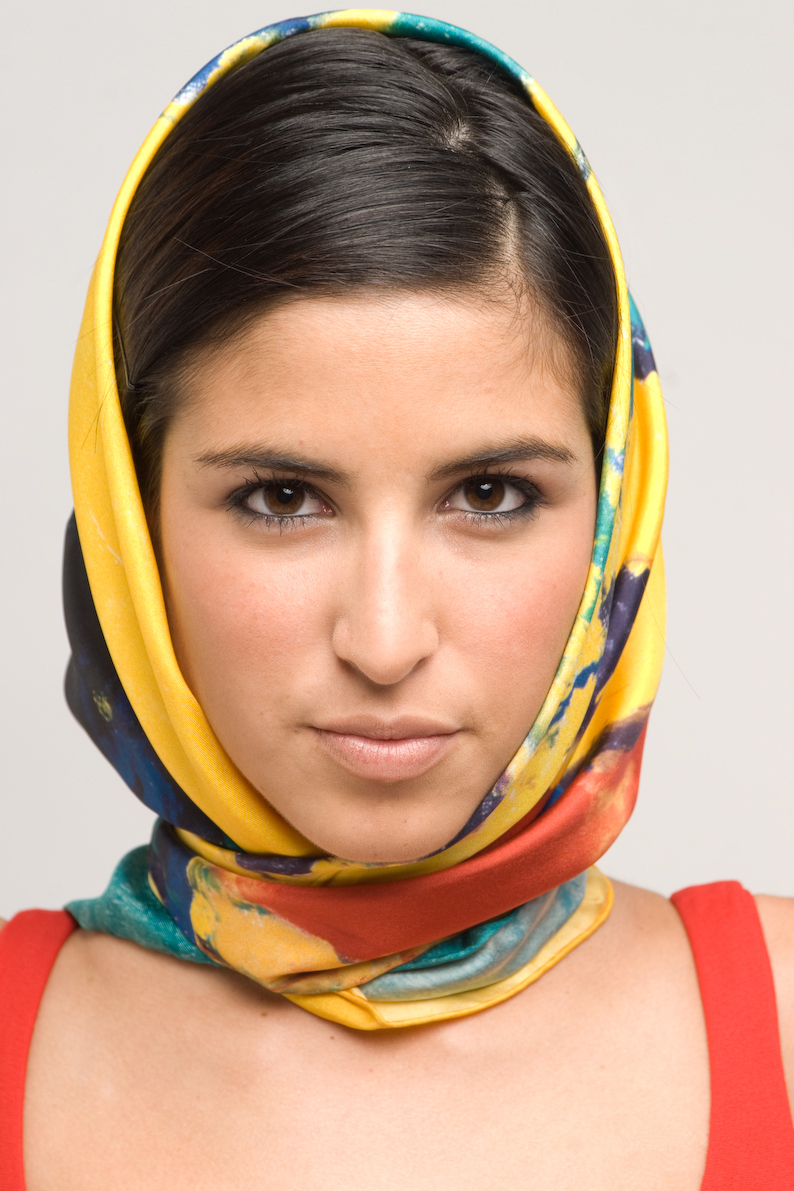
Um foulard de seda

Um foulard é uma peça acessória de vestuário feita em tecido leve, normalmente seda ou uma mistura de seda e algodão.